# Liste der Naturdenkmale in Jesewitz

Wappen von Jesewitz

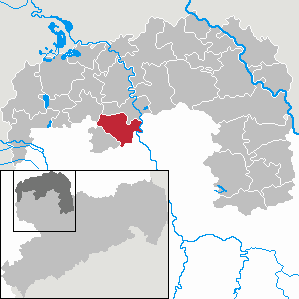
Lage von Jesewitz

In der Liste der Naturdenkmale in Jesewitz werden die Einzel-Naturdenkmale, Geotope und Flächennaturdenkmale in der nordsächsischen Gemeinde Jesewitz und ihren Ortsteilen Bötzen, Gallen, Gordemitz, Gostemitz, Gotha, Groitzsch, Jesewitz, Kossen, Liemehna, Ochelmitz, Pehritzsch, Weltewitz, Wöllmen und Wölpern aufgeführt.
Bisher sind lt. Quellen 16 Einzel-Naturdenkmale, 2 Geotope und 0 Flächennaturdenkmale sowie 1 geschützter Landschaftsbestandteil bekannt und hier aufgelistet.
Die Angaben der Liste basieren auf Daten des Geoportals Sachsenatlas und den Daten auf dem Geoportal Nordsachsen.

## Definition
„Gesetz über Naturschutz und Landschaftspflege (BNatSchG), § 28 Naturdenkmäler:
 Naturdenkmäler sind rechtsverbindlich festgesetzte Einzelschöpfungen der Natur oder entsprechende Flächen bis zu fünf Hektar, deren besonderer Schutz erforderlich ist
1. aus wissenschaftlichen, naturgeschichtlichen oder landeskundlichen Gründen oder
2. wegen ihrer Seltenheit, Eigenart oder Schönheit.“

„SächsNatSchG, § 18 Naturdenkmäler (zu § 28 BNatSchG):
1. Die Erklärung nach § 22 Abs. 1 BNatSchG von Teilen von Natur und Landschaft als Naturdenkmal erfolgt durch Rechtsverordnung oder Einzelanordnung.
2. Über § 28 Abs. 1 BNatSchG hinaus können Naturdenkmäler zur Sicherung von Lebensgemeinschaften oder Lebensstätten von im Bestand gefährdeten oder streng geschützten Arten festgesetzt werden.“

Ergänzend zu den lt. BNatSchG registrierten Naturdenkmalen können in Sachsen (lt. SächsNatSchG §19) ebenfalls geschützte Landschaftsbestandteile (GLB) ausgewiesen werden, deren Abgrenzungen sich aus den Erläuterungen vom Bundesamt für Naturschutz ergeben. Bisher waren diese im Landkreis Nordsachsen als sog. „Kreisbiotope“ auf dem Geoportal ausgewiesen und werden zukünftig im Rahmen der Biotopkartierung auf dem iDA-Datenportal als Einzel-Biotope registriert.

## Legende
- Bild: zeigt ein vorhandenes Foto des Naturdenkmals.
- ND/FND/GLB-Nr: zeigt die jeweilige Nr. des Objekts
- Beschreibung: beschreibt das Objekt näher
- Koordinaten: zeigt die Lage auf der Karte
- Quelle: Link zur Referenzquelle

## (Einzel-)Naturdenkmale (ND)
| Bild           | ND-Nr.   | Ortsteil      | Alter  | Beschreibung | Koordinaten                  | Quellen |
| -------------- | -------- | ------------- | ------ | --- | ---------------------------- | ------- |
| Weitere Bilder | nso: 45  | Wölpern       | unbek. | Gasthof-Linde in Wölpern, neben Eilenburger Straße 47 | 51° 26′ 21″ N, 12° 35′ 4″ O  | nso045  |
| Weitere Bilder | nso: 46  | Gordemitz     | unbek. | Dorflinde in Gordemitz | 51° 24′ 41″ N, 12° 32′ 21″ O | nso046  |
| Weitere Bilder | nso: 47  | Groitzsch     | unbek. | Dorf-Linde in Groitzsch | 51° 25′ 33″ N, 12° 38′ 4″ O  | nso047  |
| Weitere Bilder | nso: 52  | Groitzsch     | ???    | Vierlinden (4-stämmiger Lindenbaum) am Nonnenweg, ca. 1,5 km östlich Groitzsch neben der K7424                                                                                          | 51° 25′ 46″ N, 12° 36′ 48″ O | nso052  |
| Weitere Bilder | nso: 53  | Groitzsch     | unbek. | die Hertwigs-Linde steht im Feld nahe dem Buttermilchberg neben dem Nonnenweg | 51° 25′ 29″ N, 12° 37′ 37″ O | nso53   |
| Weitere Bilder | nso: 61  | Weltewitz     | unbek. | Eiche am Pfarrgarten, im östlichen Teil des Pfarrholz gelegen | 51° 25′ 9″ N, 12° 33′ 32″ O  | nso061  |
| Weitere Bilder | nso: 62  | Weltewitz     | unbek. | Linde im Pfarrholz | 51° 25′ 7″ N, 12° 33′ 30″ O  | nso062  |
| Weitere Bilder | nso: 63  | Weltewitz     | unbek. | nördliche Eiche im Pfarrholz | 51° 25′ 8″ N, 12° 33′ 27″ O  | nso063  |
| Weitere Bilder | nso: 64  | Weltewitz     | unbek. | südliche Eiche im Pfarrholz | 51° 25′ 7″ N, 12° 33′ 27″ O  | nso064  |
| Weitere Bilder | nso: 107 | Groitzsch     | unbek. | Gasthof-Eiche in Groitzsch, steht an der Muldestraße, Ecke Hohlweg gegenüber Rittergut Groitzsch                                                                                        | 51° 25′ 34″ N, 12° 38′ 14″ O | nso107  |
| Weitere Bilder | nso: 131 | Weltewitz     | 130 J. | Die Linde am Kriegerdenkmal (auch als Moltke-Linde bezeichnet) auf dem Lindenplatz in Weltewitz wurde 1890 zu Ehren des 90. Geburtstags des preußischen Feldmarschall Moltke gepflanzt. | 51° 25′ 5″ N, 12° 33′ 38″ O  | nso131  |
| Weitere Bilder | nso: 132 | Weltewitz     | unbek. | Dorf-Linde (auch als Bismarck-Linde bezeichnet) steht neben dem Findling (nso: 54) auf dem Lindenplatz                                                                                  | 51° 25′ 5″ N, 12° 33′ 42″ O  | nso132  |
| Weitere Bilder | nso: 133 | Wölpern       | unbek. | Winterlinde (Tilia cordata) im nördlichen Gehölz Wölpern | 51° 26′ 24″ N, 12° 35′ 1″ O  | nso133  |
| Weitere Bilder | nso: 134 | Gallen        | unbek. | Wildbirne (Pyrus pyraster) am Lesesteinhaufen Gallen auf der Ostseite des Bahndamm, westlich von Wölpern                                                                                | 51° 26′ 10″ N, 12° 34′ 2″ O  | nso134  |
| Weitere Bilder | nso: 135 | Wölpern/Gotha | unbek. | Wildbirne (Pyrus pyraster) am Bötzener Weg, südlich Wölpern | 51° 25′ 54″ N, 12° 35′ 16″ O | nso135  |
| Weitere Bilder | nso: 136 | Wölpern       | unbek. | Wildbirne (Pyrus pyraster) am Waldweg, östlich Wölpern | 51° 26′ 20″ N, 12° 35′ 24″ O | nso136  |

## Geotope
| Bild           | ND-Nr.  | Ortsteil  | Alter | Beschreibung | Koordinaten                 | Quellen |
| -------------- | ------- | --------- | ----- | --- | --------------------------- | ------- |
| Weitere Bilder | nso: 51 | Groitzsch | ???   | der Findling am Kieswerk (auch Groitzscher Riese genannt) ist mit seinen Maßen von 2,9 × 2,9 × 3,8 m und einer Masse von 43,7 t einer der größten in Sachsen. Er wurde 1996 bei Arbeiten in der nahen Kiesgrube gefunden und besteht aus mittelkörnigen Granit. | 51° 25′ 14″ N, 12° 38′ 2″ O | nso51   |
| Weitere Bilder | nso: 54 | Weltewitz | ???   | eiszeitlicher Findling bei Sitzgruppe am Lindenplatz neben Dorf-Linde (nso: 132) | 51° 25′ 5″ N, 12° 33′ 41″ O | nso54   |

## Flächen-Naturdenkmale
Bisher sind keine FND in der Gemeinde Jesewitz bekannt.

## Geschützte Landschaftsbestandteile (GLB)
| Bild           | Biotop-Nr. | Ortsteil  | Größe     | Beschreibung | Koordinaten                 | Quellen |
| -------------- | ---------- | --------- | --------- | --- | --------------------------- | ------- |
| Weitere Bilder | 4541-F0048 | Weltewitz | ca. 5,9ha | Pfarrholz Weltewitz, vormals als Kreisbiotop geschütztes abgegrenztes Waldgebiet zwischen Jesewitz und Weltewitz, welches als Biotop-Verbund aus Eichen-Hainbuchen-Wald und Sumpfwald als „Kirchenwald und Pfarrwiesen bei Jesewitz“ ausgewiesen ist. Das Waldbiotop ist bestimmt von einem alten Eichen- und Hainbuchenbestand (ca. 250-300 J.) gemischt mit Eschen und Hasel und einen sumpfigen Erlenbestand mit Vorkommen von Großes Mädesüß (Filipendula ulmaria), Echte Nelkenwurz (Geum urbanum), Gundermann (Glechoma hederacea) und Rohrglanzgras (Phalaris arundinacea). Im Pfarrholz befinden sich die Einzel-Naturdenkmale nso: 61-64. | 51° 25′ 8″ N, 12° 33′ 25″ O | kbi238  |